# Wurmberg (Harz)
De Wurmberg is de hoogste berg van de deelstaat Nedersaksen in Duitsland. De kabelbaan die het dorp Braunlage met de top van de Wurmberg verbindt, de Wurmberg Seilbahn, is met zijn 2,8 km lengte de langste kabelbaan van Noord-Duitsland.
De Wurmberg ligt in het westen van de Harz en heeft een hoogte van 971m boven zeeniveau. Op de berg staat ook de Wurmbergschans, waar één keer per jaar internationale wedstrijden worden gehouden.
Bij de top van de Wurmberg is een "alpenhut" en een uitzichttoren.